# Galattoside 2-alfa-L-fucosiltransferasi
La galattoside 2-alfa-L-fucosiltransferasi è un enzima appartenente alla classe delle transferasi, che catalizza la seguente reazione:
GDP-β-L-fucosio + β-D-galattosil-R ⇄ GDP + α-L-fucosil-1,2-β-D-galattosil-R
Il lattosio libero può agire come accettore. Normalmente l'enzima agisce su un glicoconiugato dove R (vedere la reazione) è una glicoproteina o un glicolipide. L'azione sul glicolipide era precedentemente indicata come numero EC 2.4.1.89.